# 3406 Omsk
A 3406 Omsk (ideiglenes jelöléssel 1969 DA) a Naprendszer kisbolygóövében található aszteroida. Bella Burnaseva fedezte fel 1969. február 21-én.